# Ebenthal in Kärnten
Ebenthal (slowenisch: Žrelec) ist eine Marktgemeinde mit 8224 Einwohnern (Stand 1. Jänner 2025) im Bezirk Klagenfurt-Land in Österreich, im Bundesland Kärnten.

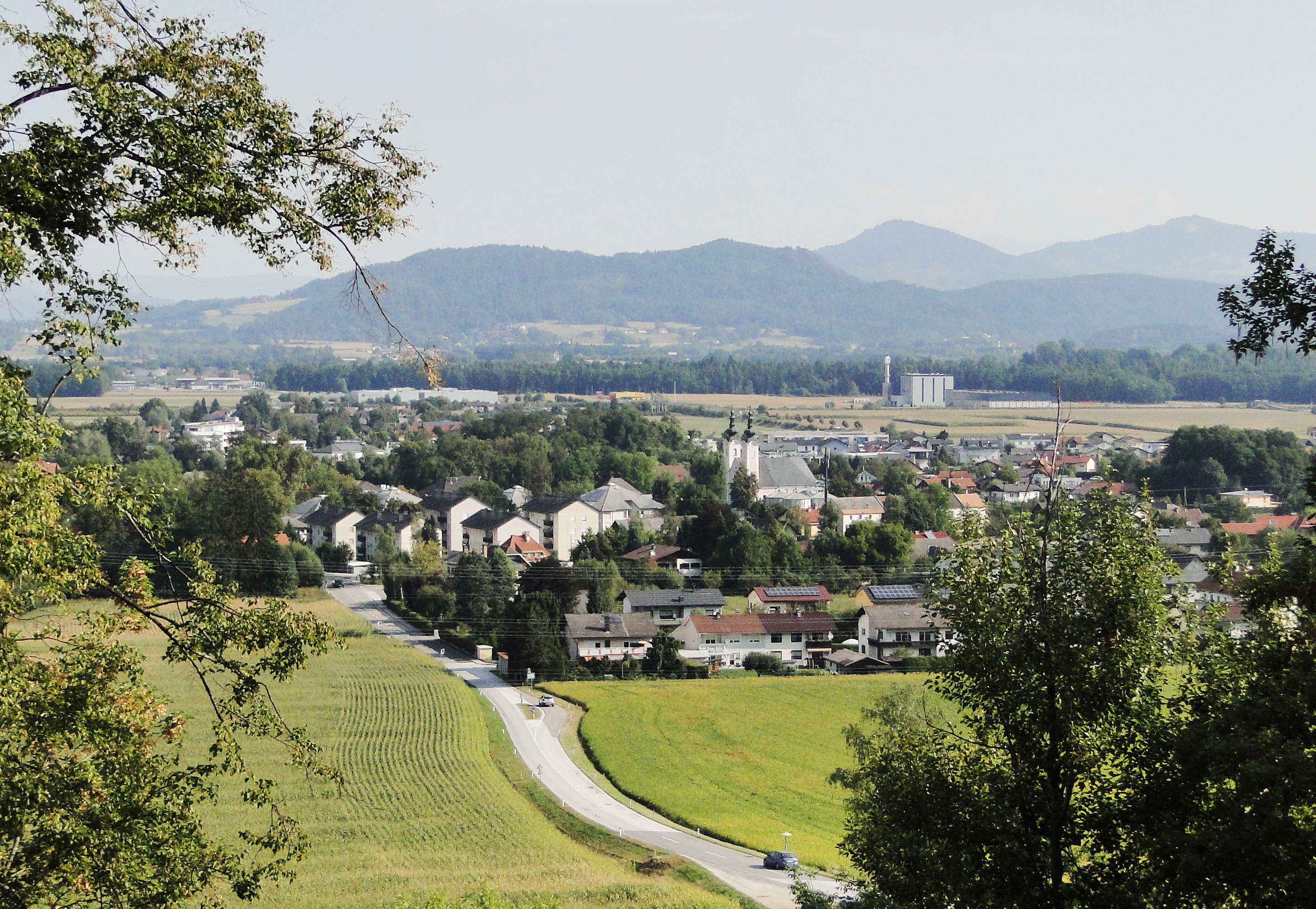
Gesamtansicht von Ebenthal; rechts im Hintergrund Bio-Fernheizwerk Ost

## Geographie
Ebenthal liegt im Süd-Osten Klagenfurts. Von West nach Ost erstreckt sich der Sattnitz-Gebirgszug, welcher aufgrund seines Waldanteils ein beliebtes Naherholungsgebiet darstellt. Durch Ebenthal fließen die Flüsse Glan und die Gurk, der einzige Abfluss des nahegelegenen Wörthersees, die Glanfurt, mündet nahe dem Ortszentrum in die Glan. Die südliche Grenze Ebenthals bildet der Radsberg.
Das Gemeindegebiet ist charakterisiert durch sehr unterschiedliche Landschaftsteile. Der Sattnitzrücken als mittlerer Gebirgszug prägt das topografische Erscheinungsbild ebenso wie die fruchtbare Ebene zwischen Klagenfurt und Grafenstein, die von den Fließgewässern der Drau, Glan, Glanfurt, Gurk und Raba durchzogen wird. Fliegenfischen und Angeln erfreuen sich großer Beliebtheit. Auf der Südseite der Sattnitz besteht die Möglichkeit des Hängegleitens von Oberkreuth nach Rottenstein im Rosental.
Auf dem Gemeindegebiet befindet sich das Naturschutzgebiet Höflein-Moor.

### Gewässer
- Drau
- Georgsquelle
- Glan
- Glanfurt
- Gurk
- Raba
- Zwanzgerberger Bach

### Gemeindegliederung
Ebenthal gliedert sich in zehn Katastralgemeinden: Ebenthal (Žrelec), Gradnitz (Gradnice), Gurnitz (Podkrnos), Hinterberg, Kreuth (Rute), Lipizach (Lipica), Mieger (Medgorje), Radsberg (Radiše), Rottenstein (Podgrad), Zell bei Ebenthal (Selo)
Das Gemeindegebiet umfasst folgende 34 Ortschaften (in Klammern Einwohnerzahl Stand 1. Jänner 2025):
- Aich an der Straße (Dobje) (22)
- Berg (Rute pri Medgorjah) (74)
- Ebenthal (Žrelec) (1504)
- Goritschach (Goriče) (53)
- Gradnitz (Gradnice) (481)
- Gurnitz (Podkrnos) (408)
- Haber (Gaber) (45)
- Hinterberg (11)
- Kohldorf (Vogle) (69)
- Kosasmojach (Kozasmoje) (27)
- Kossiach (Kozje) (66)
- Kreuth (Rute) (153)
- Lipizach (Lipica) (100)
- Mieger (Medgorje) (10)
- Moosberg (Kajže) (17)
- Niederdorf (Dolnja vas) (1091)
- Obermieger (Zgornje Medgorje) (85)
- Obitschach (Običe) (130)
- Pfaffendorf (Hovja vas) (153)
- Priedl (Predel) (119)
- Radsberg (Radiše) (87)
- Rain (Breg) (1087)
- Reichersdorf (Riharja vas) (714)
- Rosenegg (Rožnek) (255)
- Rottenstein (Podgrad) (124)
- Saager (Zagorje) (10)
- Sabuatach (Zablate) (10)
- Schwarz (Dvorec) (206)
- Tutzach (Tuce) (141)
- Untermieger (Spodnje Medgorje) (34)
- Werouzach (Verovce) (36)
- Zell (Selo) (312)
- Zetterei (Cotarija) (476)
- Zwanzgerberg (Osojnica) (114)

Weitere Ortslagen sind die Rotte Mühlgraben und die Streusiedlungen Oberkreuth und Unterkreuth.

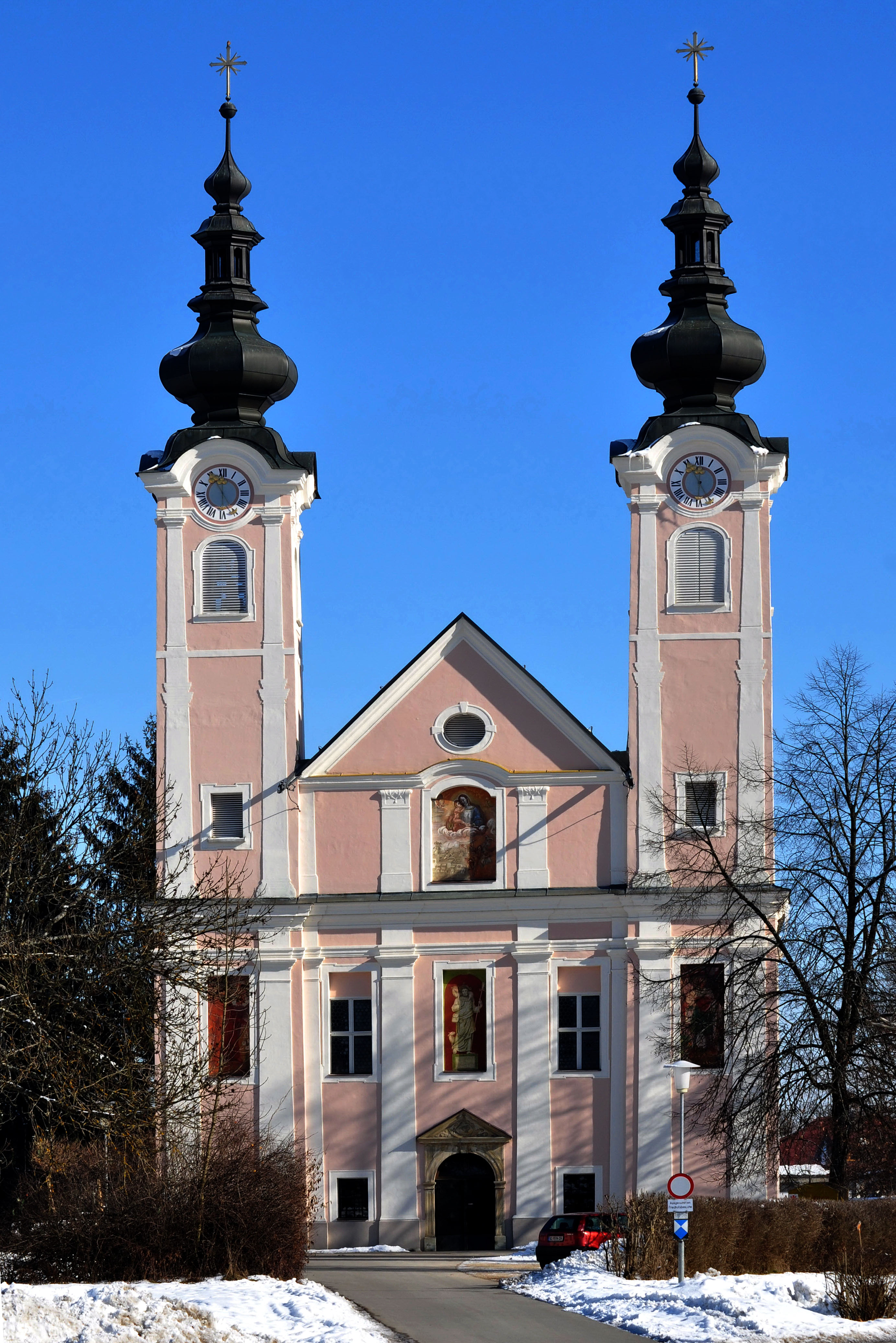
Pfarrkirche Ebenthal in Kärnten

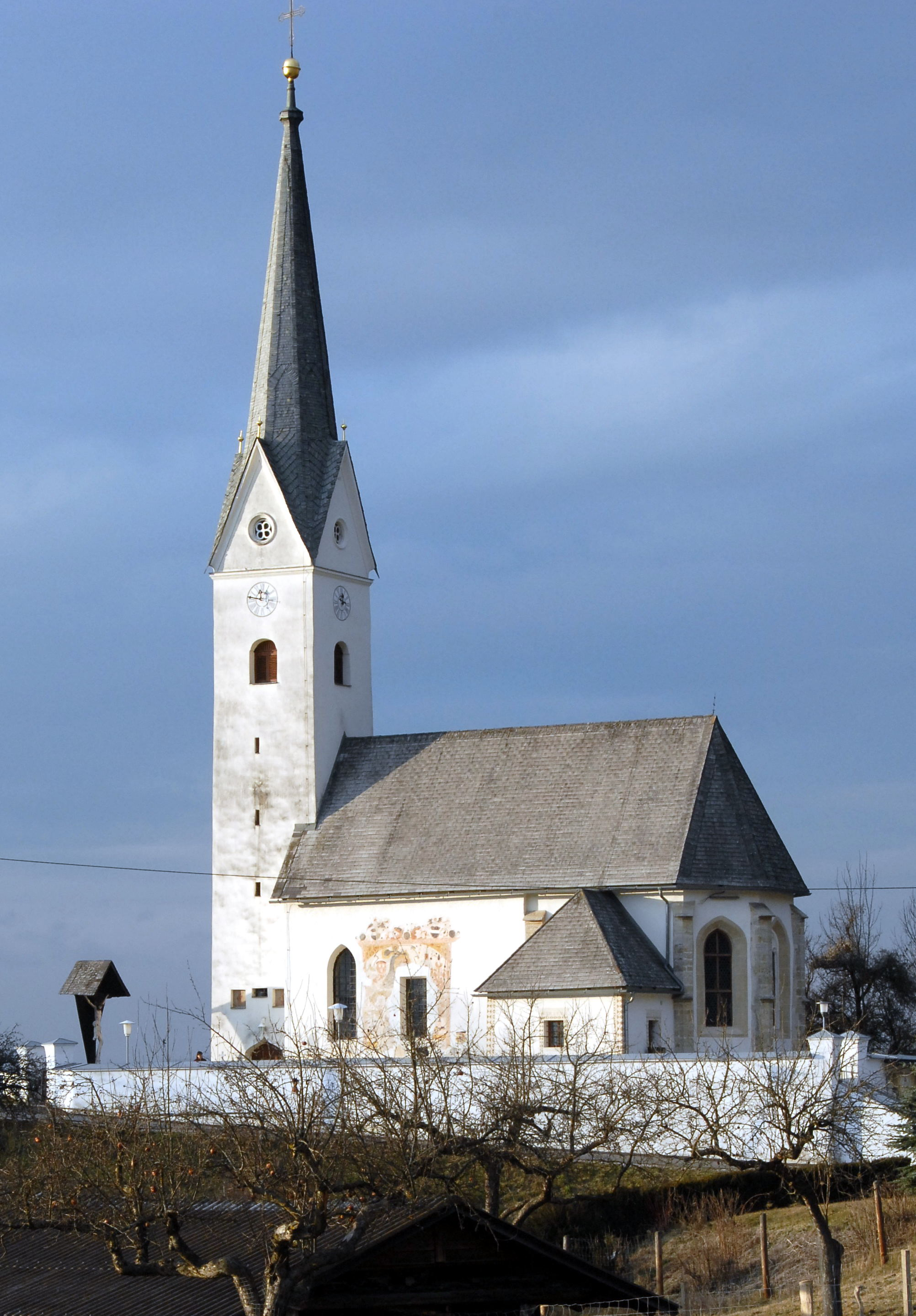
Pfarrkirche Mieger

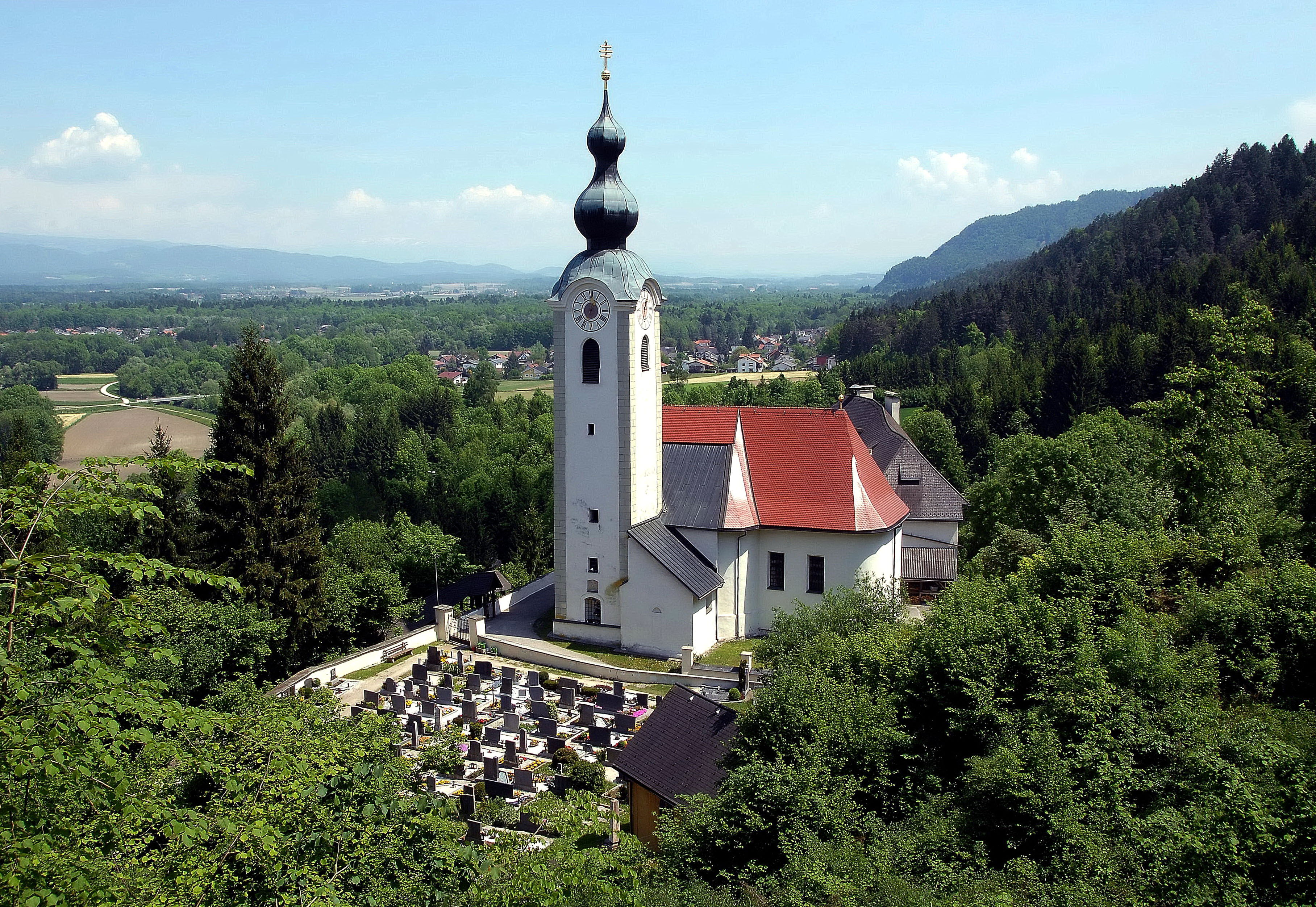
Pfarrkirche Gurnitz

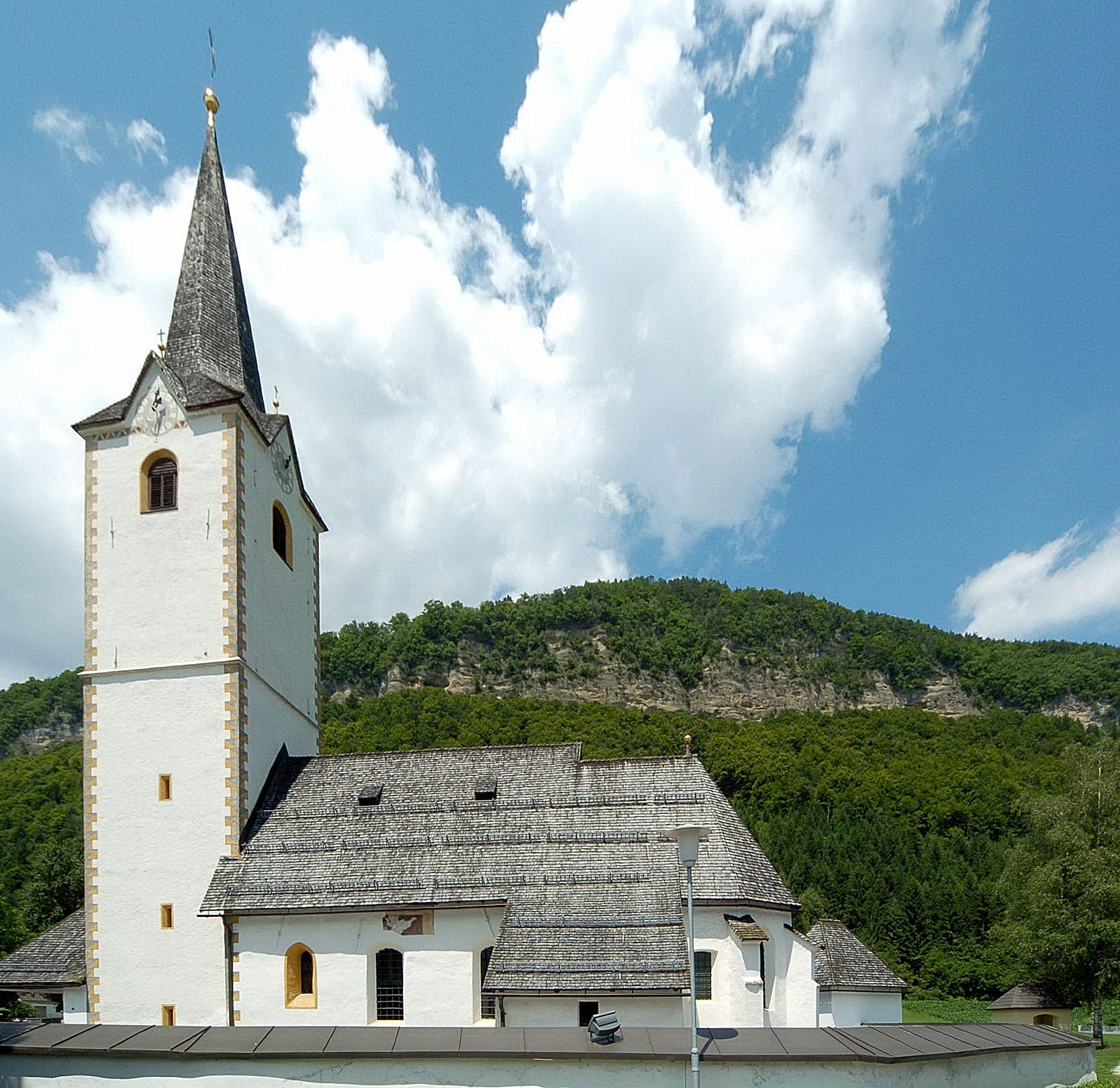
Pfarrkirche Rottenstein

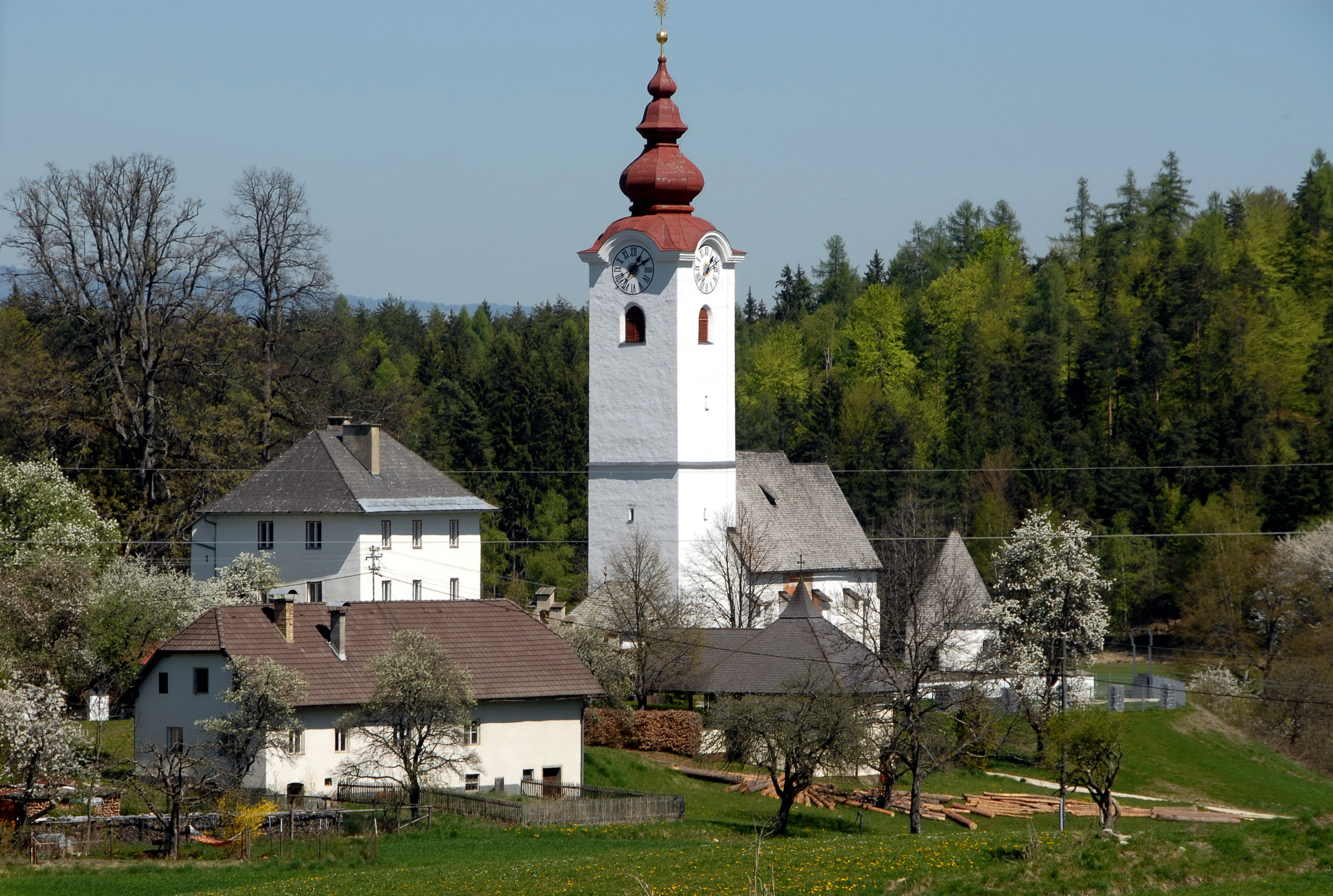
Pfarrkirche Radsberg

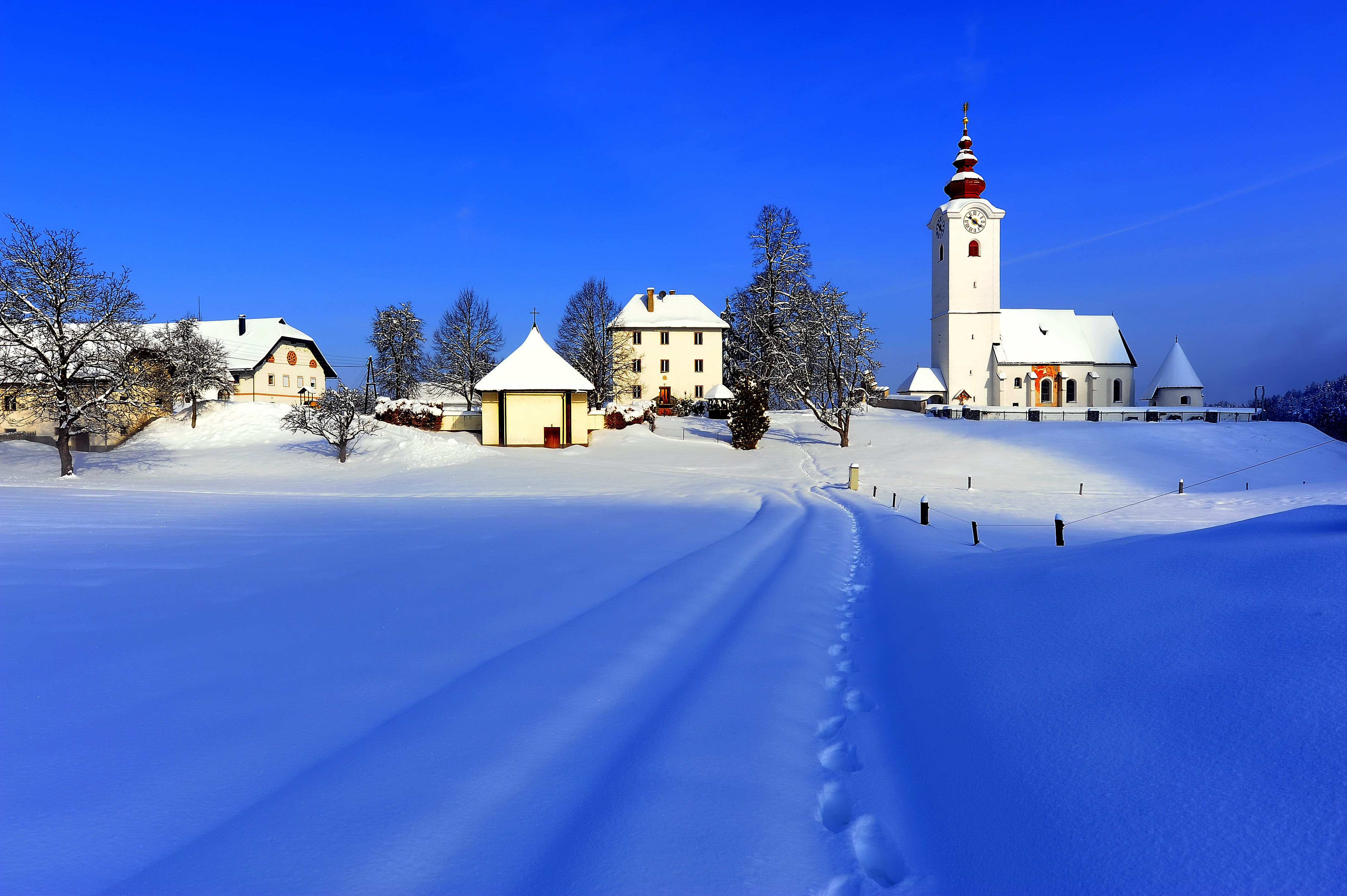
Radsberg mit Pfarrkirche

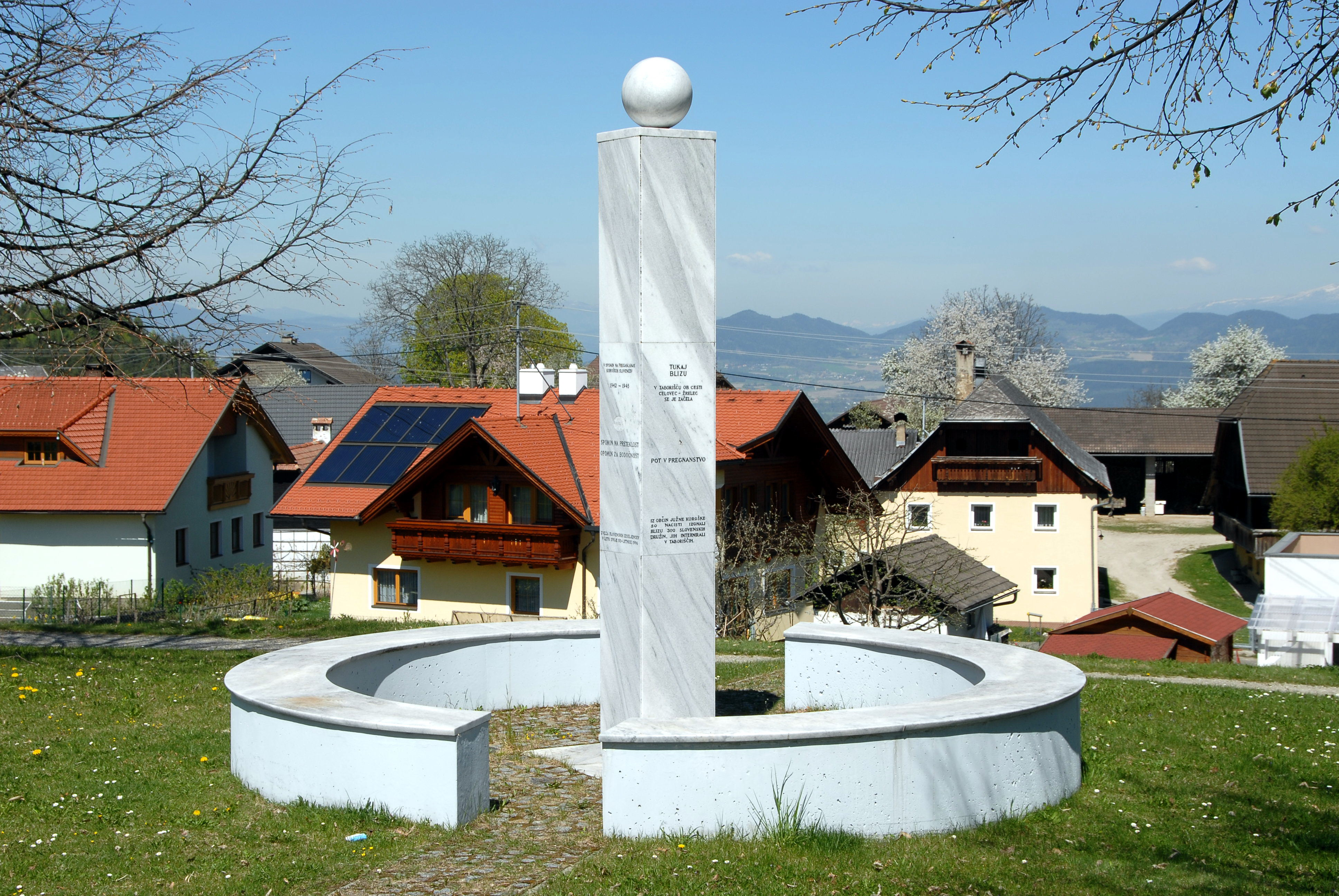
Mahnmal gegen die Vertreibung Kärntner Slowenen durch das Nazi-Regime in Radsberg

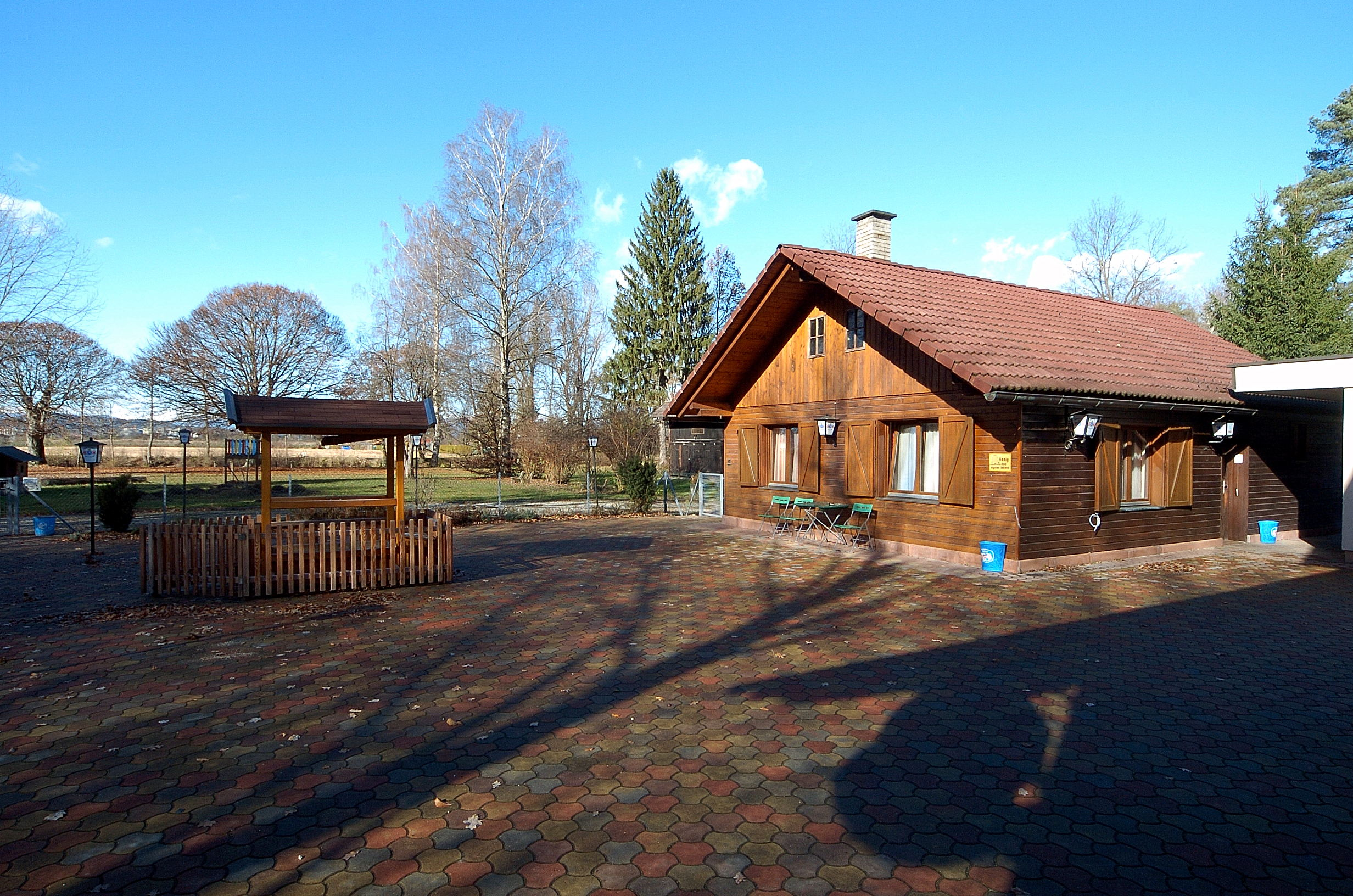
Kalmusbad an der Glanfurt

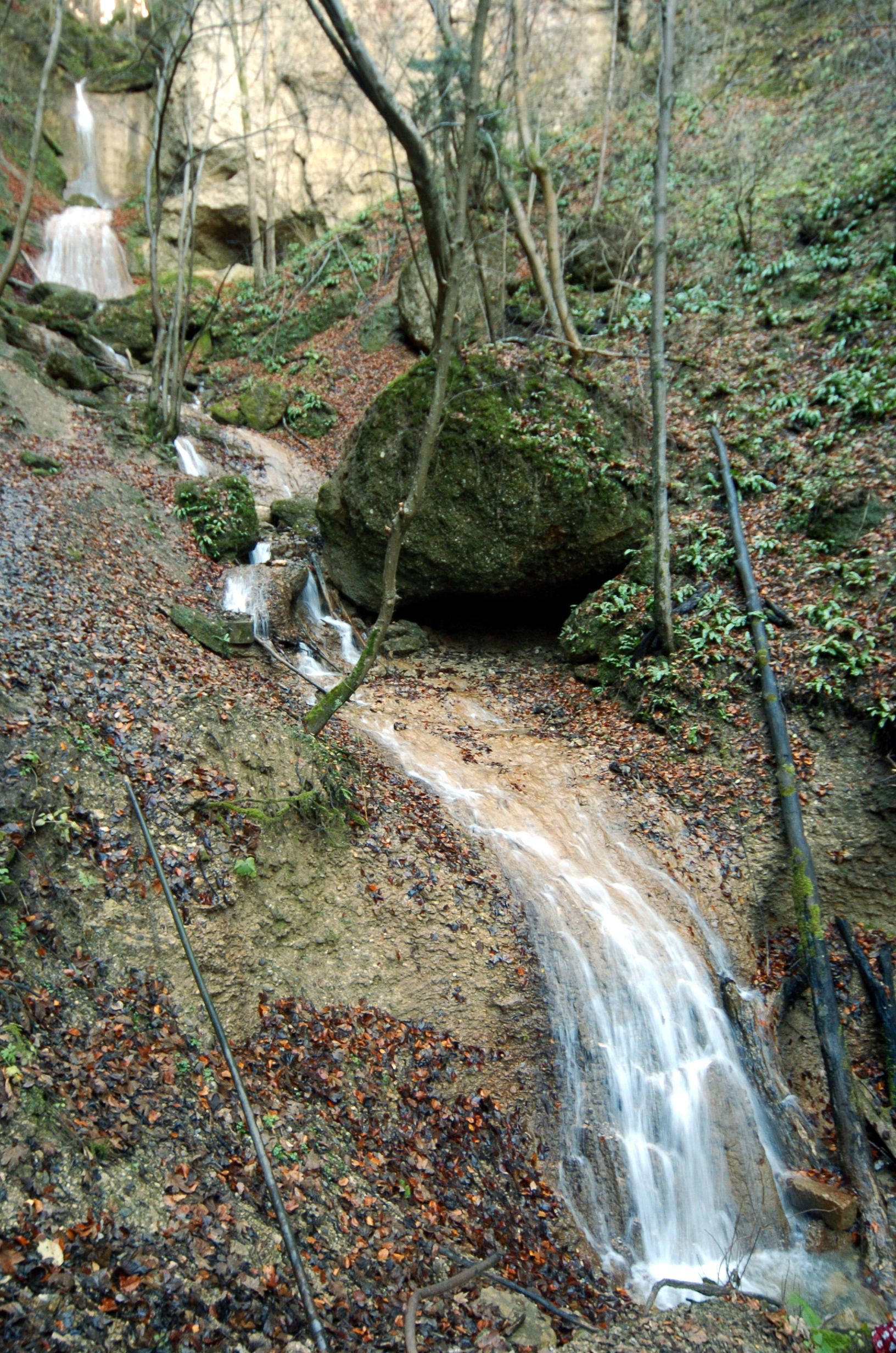
Ebenthaler Wasserfall

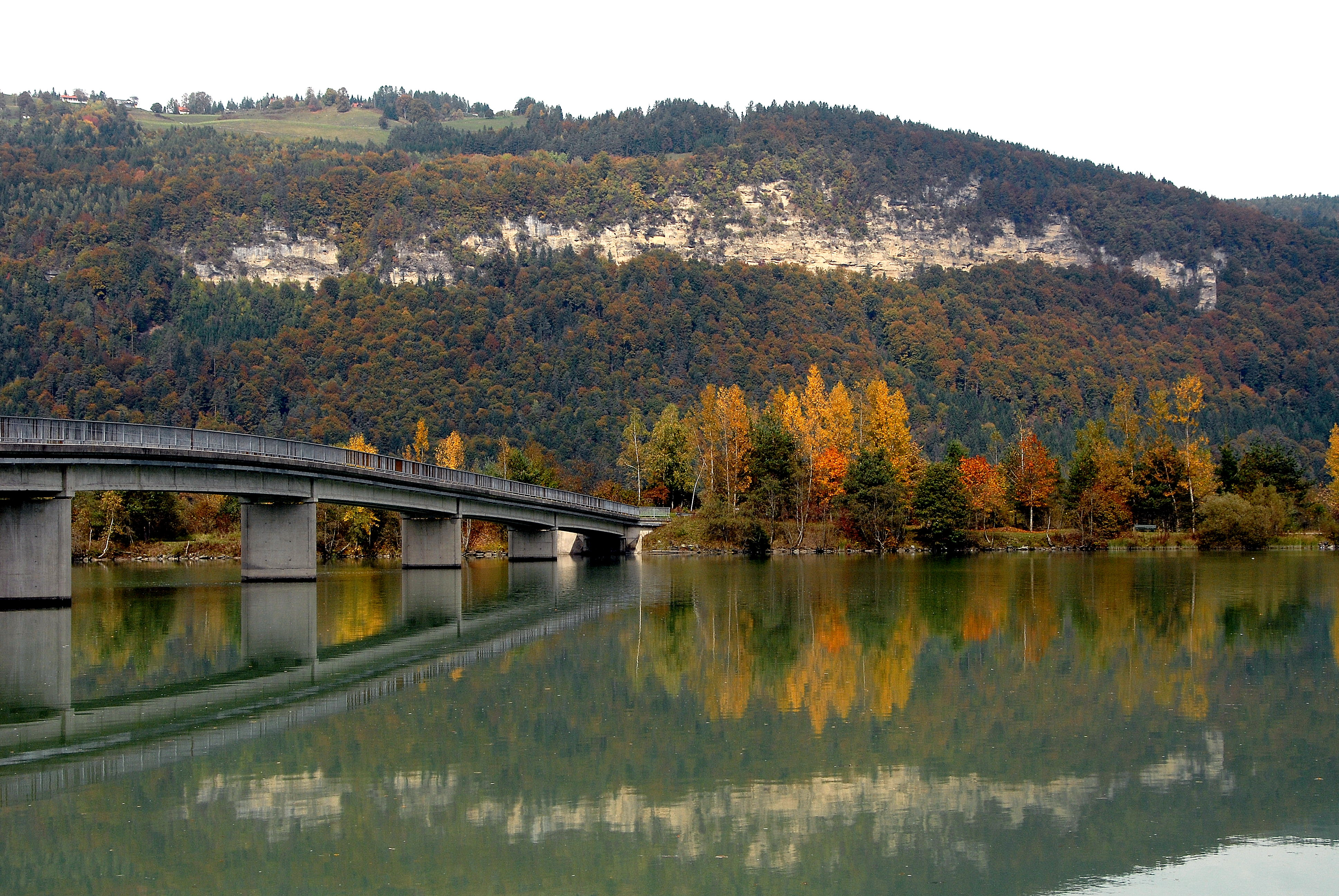
Draubrücke bei Rottenstein mit Sattnitz-Rücken

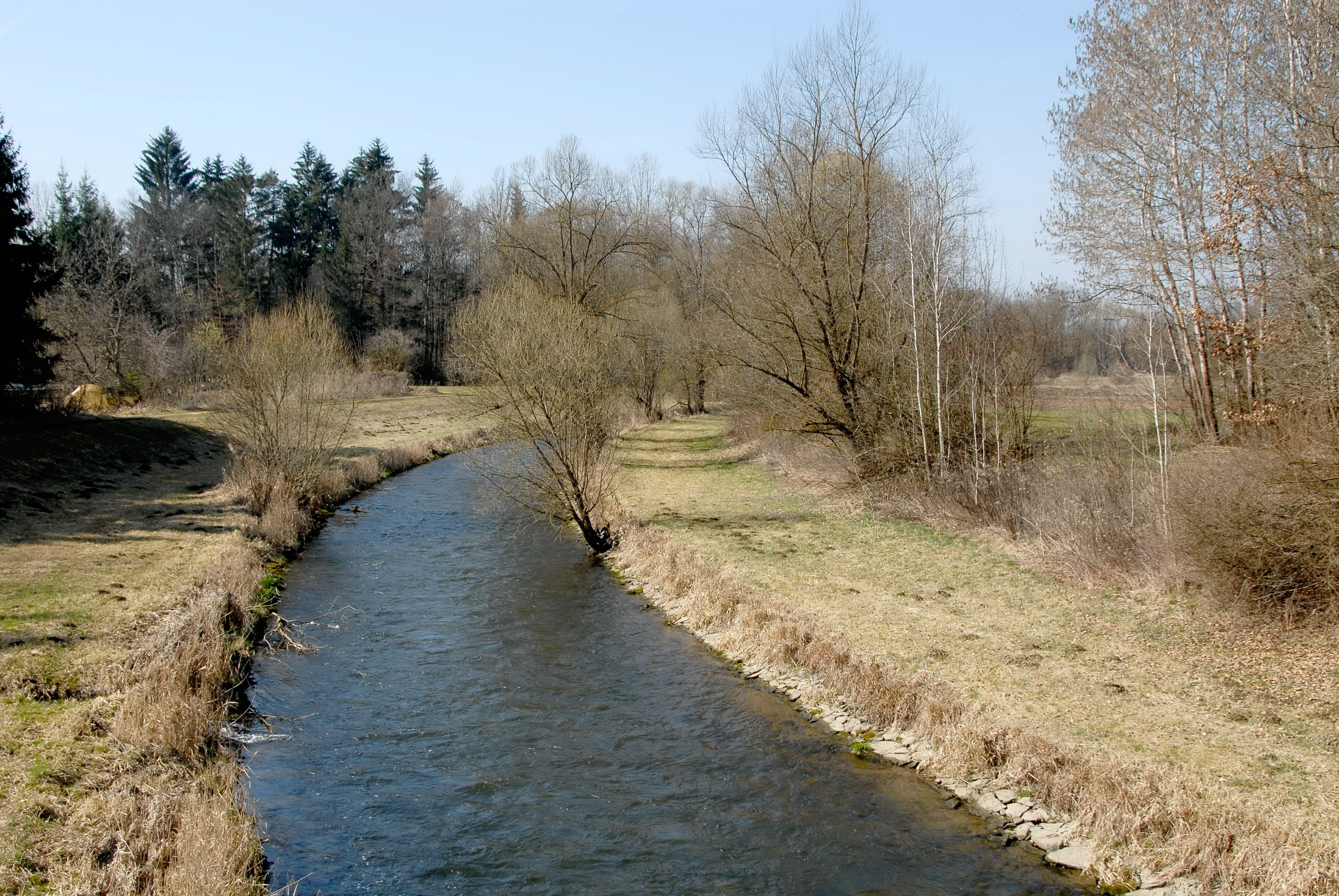
Glan zwischen Gurnitz und Zetterei

### Nachbargemeinden
|            | Klagenfurt                                  | Poggersdorf |
| Maria Rain | Kompassrose, die auf Nachbargemeinden zeigt | Grafenstein |
| Ferlach    | Sankt Margareten im Rosental                | Gallizien   |

## Geschichte
Im Jahr 860 schenkte König Ludwig der Deutsche dem Salzburger Erzbischof Adalwin umfangreiche Besitzungen, darunter in Kärnten auch einen Hof ad Gurnitz. 984 wurde der damalige Ortsname Schrelz erstmals urkundlich erwähnt. Am steilen Nordabhang der Sattnitz ließ das Salzburger Erzbistum im 12. Jahrhundert zur Absicherung seiner Besitzungen die Burg Greifenfels errichten. Diese Burg gelangte 1404 als Lehen an das Rittergeschlecht Neuhaus. Am Fuße der Burg baute Christoph von Neuhaus 1566 einen Edelmannssitz, der urkundlich am 14. September 1567 unter dem Namen Ebenthal erwähnt wurde. 1704 kauften die Grafen von Goëss die Besitzungen auf; Schloss Ebenthal ist noch heute Eigentum der Familie Goëss.

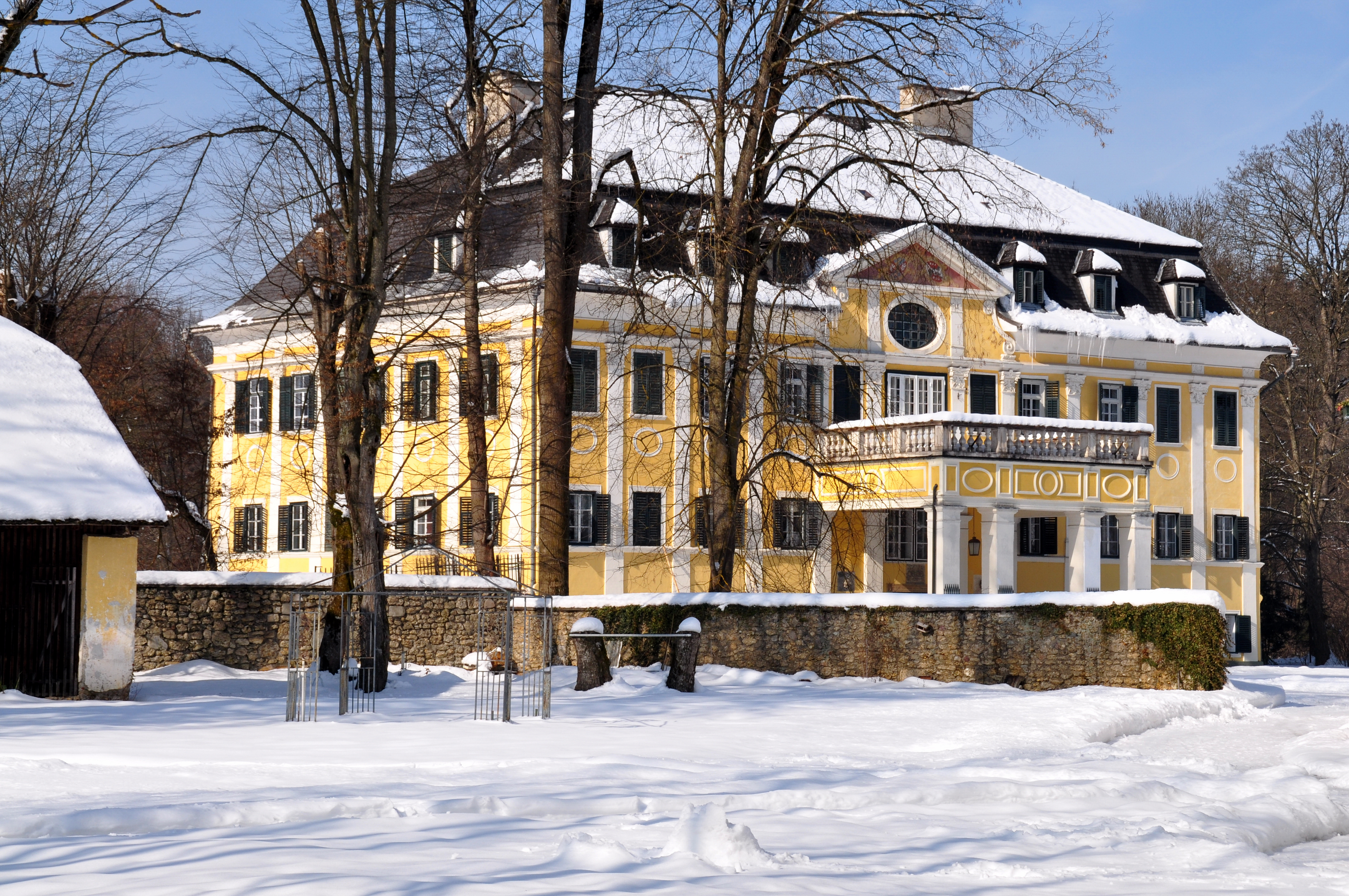
Schloss Ebenthal
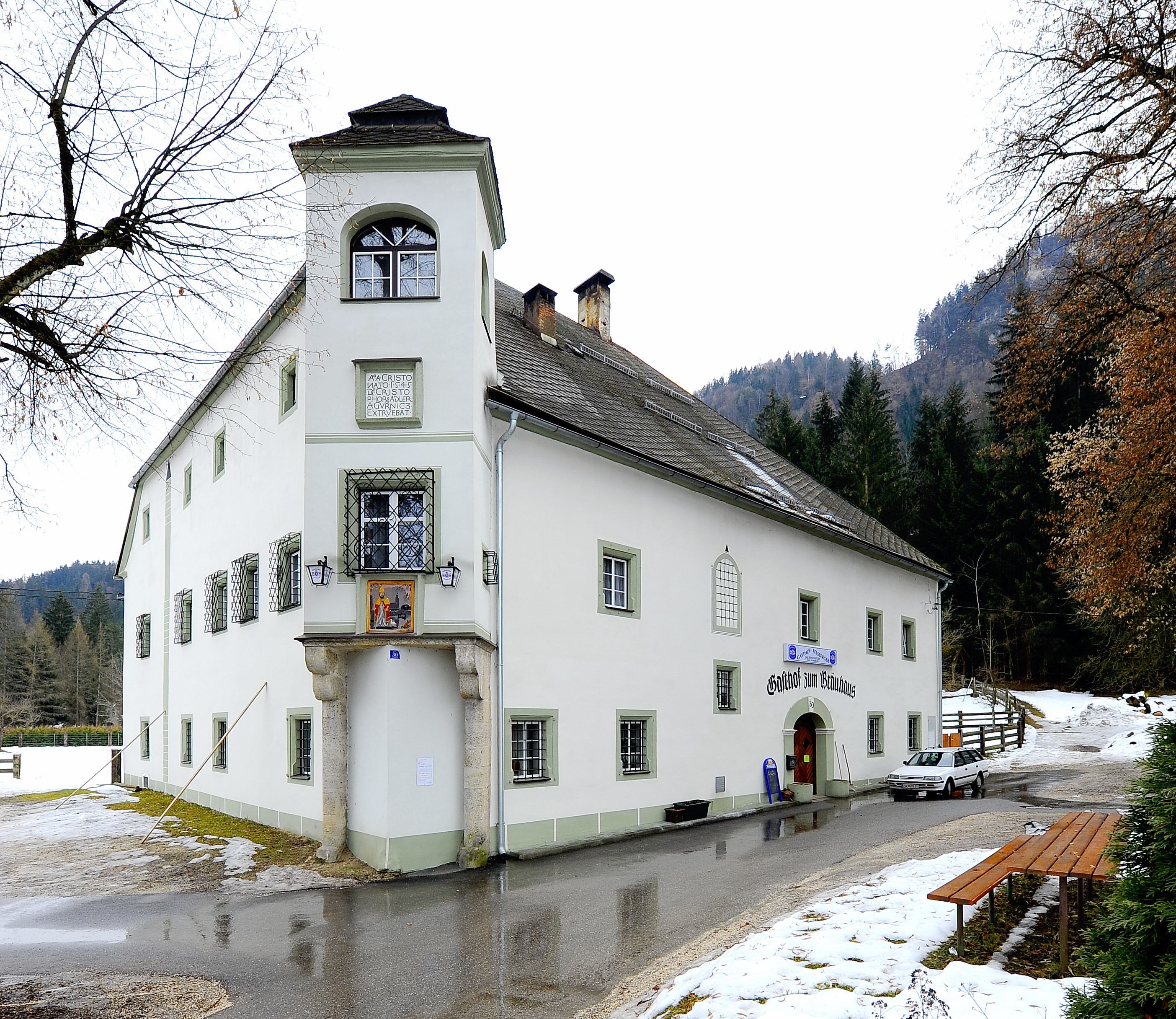
Schlosswirt in Gurnitz, Altes Bräuhaus
Denkmal der slowenischen Deportierten 1942, Bahnhof Ebenthal, ehem. Zwischenlager, 2012

1792 wurde Ebenthal zur eigenständigen Expositur und im Jahre 1906 zur selbständigen Pfarre erhoben. Dreißig Jahre später besaß Ebenthal rund 250 Einwohner und 40 Häuser.
Ebenthal war traditionell Heimat vieler Kärntner Slowenen, die bis Ende des 19. Jahrhunderts die Mehrheit der Bevölkerung der Gemeinde stellten. Das Zusammenleben mit den Angehörigen der deutschen Volksgruppe war meist harmonisch und befruchtend, zeitweise aber auch von Konflikten geprägt.
Ein wichtiges Ereignis war der Kärntner Abwehrkampf zwischen Kärnten und dem SHS-Staat in den Jahren 1918 bis 1920. Der Bezirk Klagenfurt-Land war damals durch die Demarkationslinie geteilt. Nach einer Volksabstimmung wurde beschlossen, dass der südliche Teil Kärntens bei Österreich bleibt.
Am 14. April 1942 wurde in Ebenthal vom NS-Regime ein kurzzeitiges Zwischenlager für 1075 enteignete, zu Staatsfeinden erklärte und zwangsdeportierte Slowenen eingerichtet. Die Hälfte davon waren Kinder und Jugendliche. Der jüngste Lagerinsasse war 17 Tage alt, der älteste 88 Jahre. An diese Episode erinnert heute ein Gedenkstein in der Gemeinde.
Als politische Gemeinde konstituierte sich Ebenthal im Jahr 1850 und blieb in der Folge als einzige Randgemeinde Klagenfurts von einer Eingemeindung verschont. Im Zuge der Gemeindezusammenlegung kamen zum 1. Jänner 1973 die Ortsgemeinde Radsberg, ein großer Teil der Ortsgemeinde Mieger, sowie kleinere Teile der Stadtgemeinde Klagenfurt und der Ortsgemeinden Maria Rain und Grafenstein zur Gemeinde Ebenthal, was insgesamt eine erhebliche Erweiterung des Gemeindegebiets bedeutete.
Von 1973 bis 1997 lautete die Schreibweise des Gemeindenamens „Ebental“. Dies änderte sich zum 1. Jänner 1998, als zeitgleich mit der Markterhebung die Umbenennung in „Ebenthal in Kärnten“ beschlossen wurde.

## Bevölkerung
Ebenthal hatte 2001 zum Zeitpunkt der Volkszählung 7427 Einwohner, davon waren 96,7 % österreichische Staatsbürger. 4,2 % gehörten der slowenischsprachigen Volksgruppe an. Zur römisch-katholischen Kirche bekannten sich 81 %, zur evangelischen 5 %. Etwa 10 % der Gemeindebevölkerung waren ohne religiöses Bekenntnis.

### Bevölkerungsentwicklung
| Ebenthal in Kärnten: Einwohnerzahlen von 1869 bis 2024 | Ebenthal in Kärnten: Einwohnerzahlen von 1869 bis 2024 | Ebenthal in Kärnten: Einwohnerzahlen von 1869 bis 2024 | Ebenthal in Kärnten: Einwohnerzahlen von 1869 bis 2024 | Ebenthal in Kärnten: Einwohnerzahlen von 1869 bis 2024 |
| ------------------------------------------------------ | ------------------------------------------------------ | ------------------------------------------------------ | ------------------------------------------------------ | ------------------------------------------------------ |
| Jahr                                                   |                                                        |                                                        |                                                        | Einwohner                                              |
| 1869                                                   | 1869                                                   |                                                        | 2.831                                                  | 2.831                                                  |
| 1880                                                   | 1880                                                   |                                                        | 2.778                                                  | 2.778                                                  |
| 1890                                                   | 1890                                                   |                                                        | 2.829                                                  | 2.829                                                  |
| 1900                                                   | 1900                                                   |                                                        | 2.739                                                  | 2.739                                                  |
| 1910                                                   | 1910                                                   |                                                        | 2.703                                                  | 2.703                                                  |
| 1923                                                   | 1923                                                   |                                                        | 2.572                                                  | 2.572                                                  |
| 1934                                                   | 1934                                                   |                                                        | 2.860                                                  | 2.860                                                  |
| 1939                                                   | 1939                                                   |                                                        | 2.785                                                  | 2.785                                                  |
| 1951                                                   | 1951                                                   |                                                        | 2.888                                                  | 2.888                                                  |
| 1961                                                   | 1961                                                   |                                                        | 3.120                                                  | 3.120                                                  |
| 1971                                                   | 1971                                                   |                                                        | 4.578                                                  | 4.578                                                  |
| 1981                                                   | 1981                                                   |                                                        | 5.674                                                  | 5.674                                                  |
| 1991                                                   | 1991                                                   |                                                        | 6.432                                                  | 6.432                                                  |
| 2001                                                   | 2001                                                   |                                                        | 7.427                                                  | 7.427                                                  |
| 2011                                                   | 2011                                                   |                                                        | 7.698                                                  | 7.698                                                  |
| 2021                                                   | 2021                                                   |                                                        | 8.173                                                  | 8.173                                                  |
| 2024                                                   | 2024                                                   |                                                        | 8.243                                                  | 8.243                                                  |
| Quelle(n): Statistik Austria, Gebietsstand 1.1.2021    |                                                        |                                                        |                                                        |                                                        |

### Der slowenische Dialekt
Die Gemeinde Ebenthal zählt historisch zum slowenischen Dialektbereich (Mundart) des Klagenfurter Feldes, der ein Übergangsdialekt zwischen den slowenischen Dialekten des Jauntals (podjunščina) und des Rosentals (rožanščina) ist. Als besondere Variante des slowenischen Rosentaler Dialekts hat ihn bereits Johann Scheinigg 1882 identifiziert, was in der dialektologischen Studie von Katja Sturm-Schnabl aufgrund von Feldforschungen bestätigt werden konnte. Scheinigg unterteilt in seinem Werk „Die Assimilation...“ den slowenischen Rosentaler Dialekt in drei geographische Gebiete: Das Untere Rosental, das Obere Rosental sowie die Klagenfurter Ebene. Zum letztgenannten Gebiet meint er: „...Die dritte Unter-Mundart herrscht in der Ebene um Klagenfurt (kl.), sie hat mit der ersten die Aussprache des e und o gemein, unterscheidet sich aber von den beiden vorhergehenden durch die häufige Zurückziehung des Accentes, wo ihn jene auf den Endsilben haben; dies gilt namentlich vom Neutrum der Substantive und Adjktive, z. B. […]“.
In Radsberg ist der slowenische Kulturverein Radiše beheimatet.

## Kultur und Sehenswürdigkeiten
- Bronzezeitliche Wallanlage bei Gurnitz
- Burgruine Gurnitz
- Burgruine Greifenfels
- Ruine Rottenstein
- Schloss Ebenthal
- Schloss Rosenegg
- Katholische Pfarrkirche Ebenthal in Kärnten Maria Hilf
- Katholische Pfarrkirche Gurnitz hl. Martin
- Katholische Pfarrkirche Mieger hl. Bartholomäus
- Katholische Pfarrkirche Radsberg hl. Lambert
- Katholische Pfarrkirche Rottenstein hl. Magdalena
- Gurnitzer Bräuhaus
- Ebentaler Wasserfall
- Gurnitzer Wasserfall
- Kalmusbad
- Mahnmal am Radsberg: Zur Erinnerung an die Verfolgung der Kärntner Slowenen in der Zeit von 1942 bis 1945 errichtete der Verband ausgesiedelter Slowenen im 50. Bestandsjahr 1996 ein Mahnmal aus Marmor westlich des Kulturhauses in der Ortschaft Radsberg. Es dient zur „Erinnerung an die Vergangenheit“ und als „Mahnung für die Zukunft“. Nahe diesem Denkmal, nämlich im Lager an der Straße von Klagenfurt nach Ebenthal, begann der Leidensweg: aus den Gemeinden Südkärntens haben die Nationalsozialisten an die 300 slowenische Familien vertrieben und in Lagern interniert.

## Wirtschaft und Infrastruktur
Ab dem Jahr 1990 konnte sich die Marktgemeinde als Gewerbestandort etablieren. Unmittelbar an der Bahnlinie südlich von Niederdorf verwirklichte die Marktgemeinde ein Betriebsansiedlungsmodell. Mittlerweile sind auf ca. 16.000 m² rund 30 gewerbliche Unternehmen angesiedelt. Durch die bis Ende 2004 fertiggestellte Ortsumfahrung von Niederdorf erhielt dieses Betriebsareal eine rasche Anbindung an das örtliche Autobahnnetz. An der Drautalbahn befindet sich die außerhalb der Gemeinde liegende Station Klagenfurt Ebenthal, zudem bedienen seit Jänner 2016 Buslinien der Stadtwerke Klagenfurt AG den dicht besiedelten Talbereich sowie ein Mikro-öffentlicher Verkehr den Bergbereich. Eine optimale verkehrstechnische Erschließung des gesamten Gemeindegebietes und eine adäquate Anbindung an die Landeshauptstadt Klagenfurt am Wörthersee ist somit gewährleistet.

## Bäuerliche Architektur

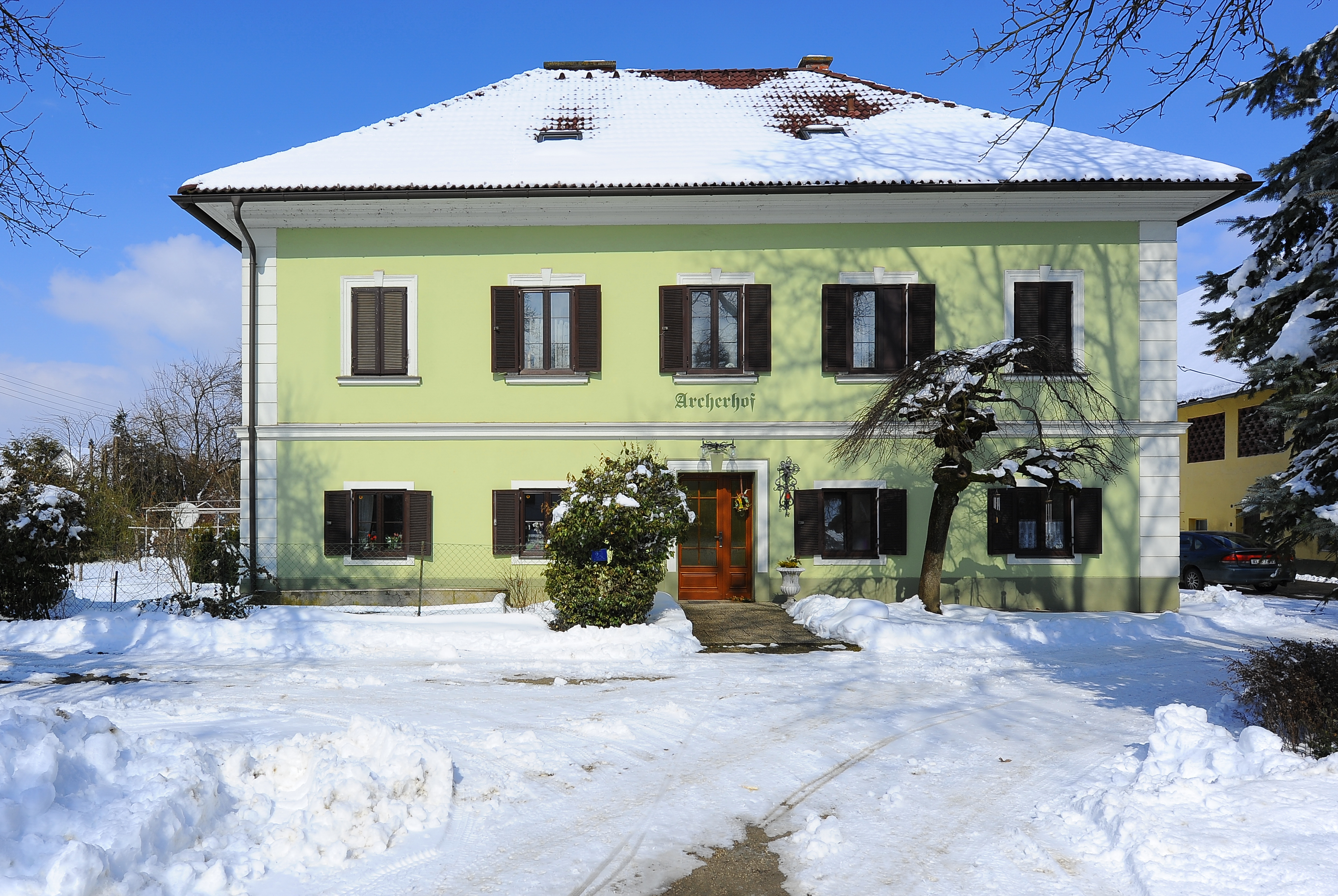
Archerhof in Gradnitz
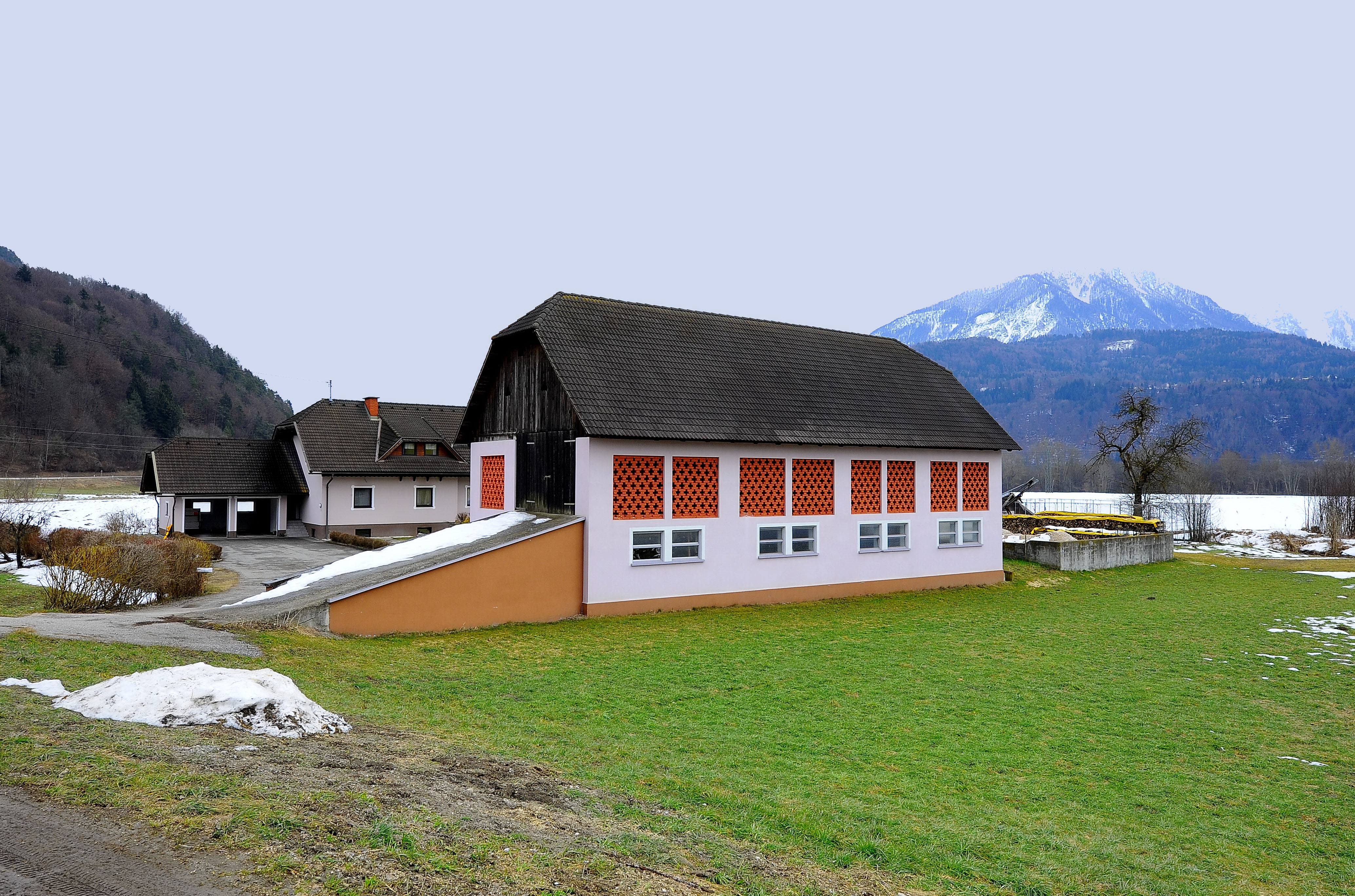
Stadel in Kosasmojach
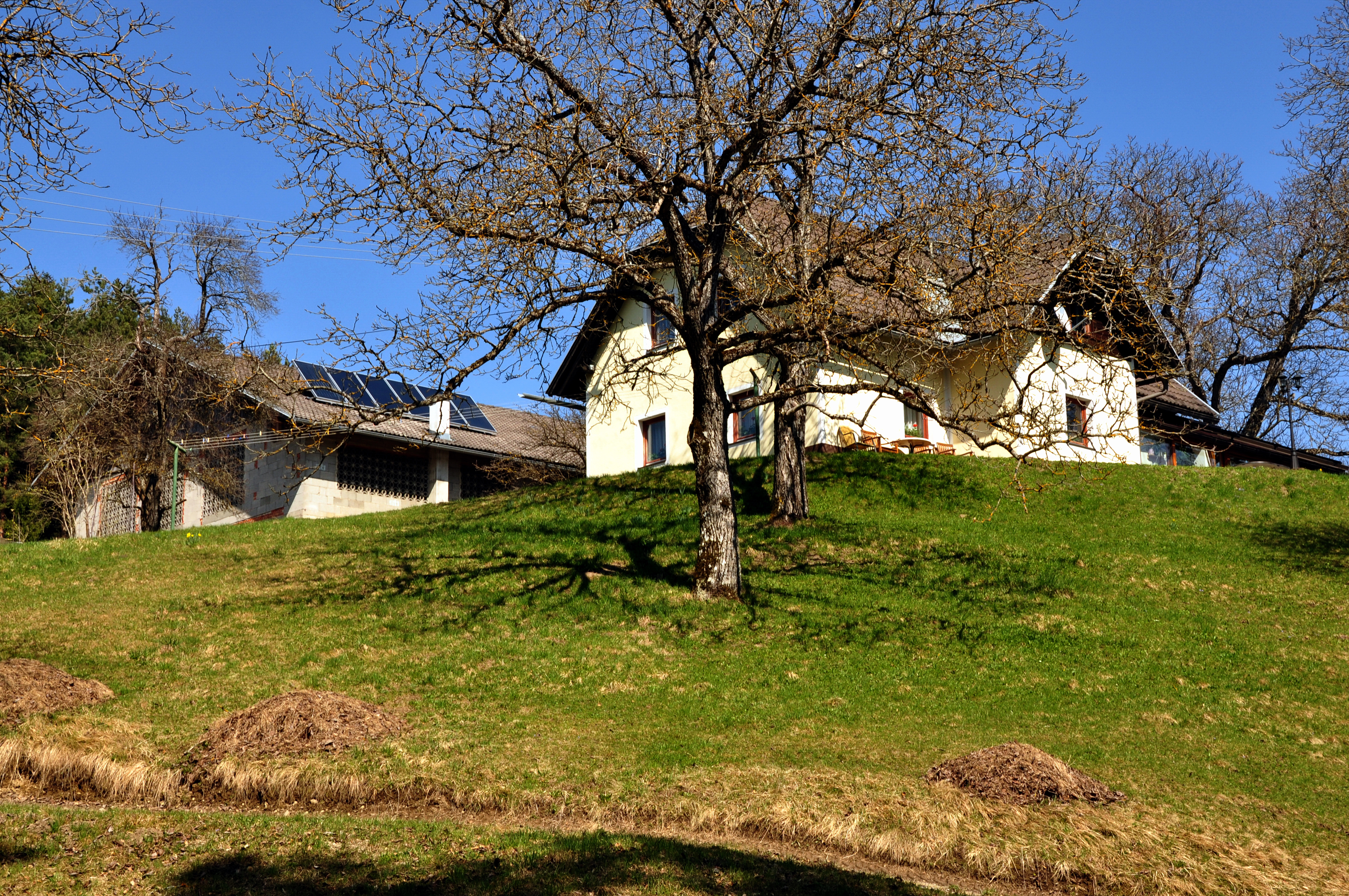
Anwesen „vulgo Schubernig“ in Oberkreuth

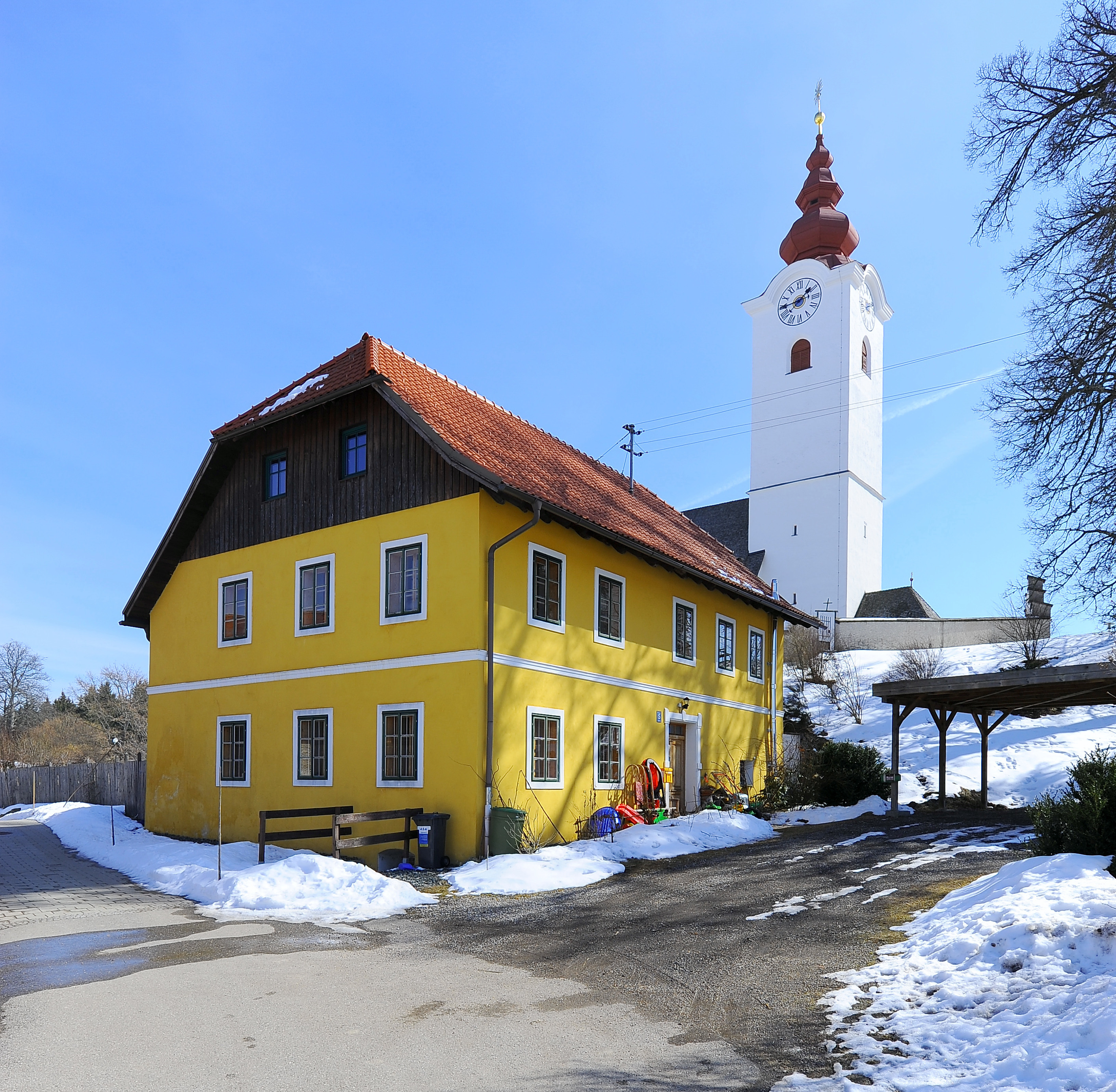
Vulgo „Messner“ in Radsberg
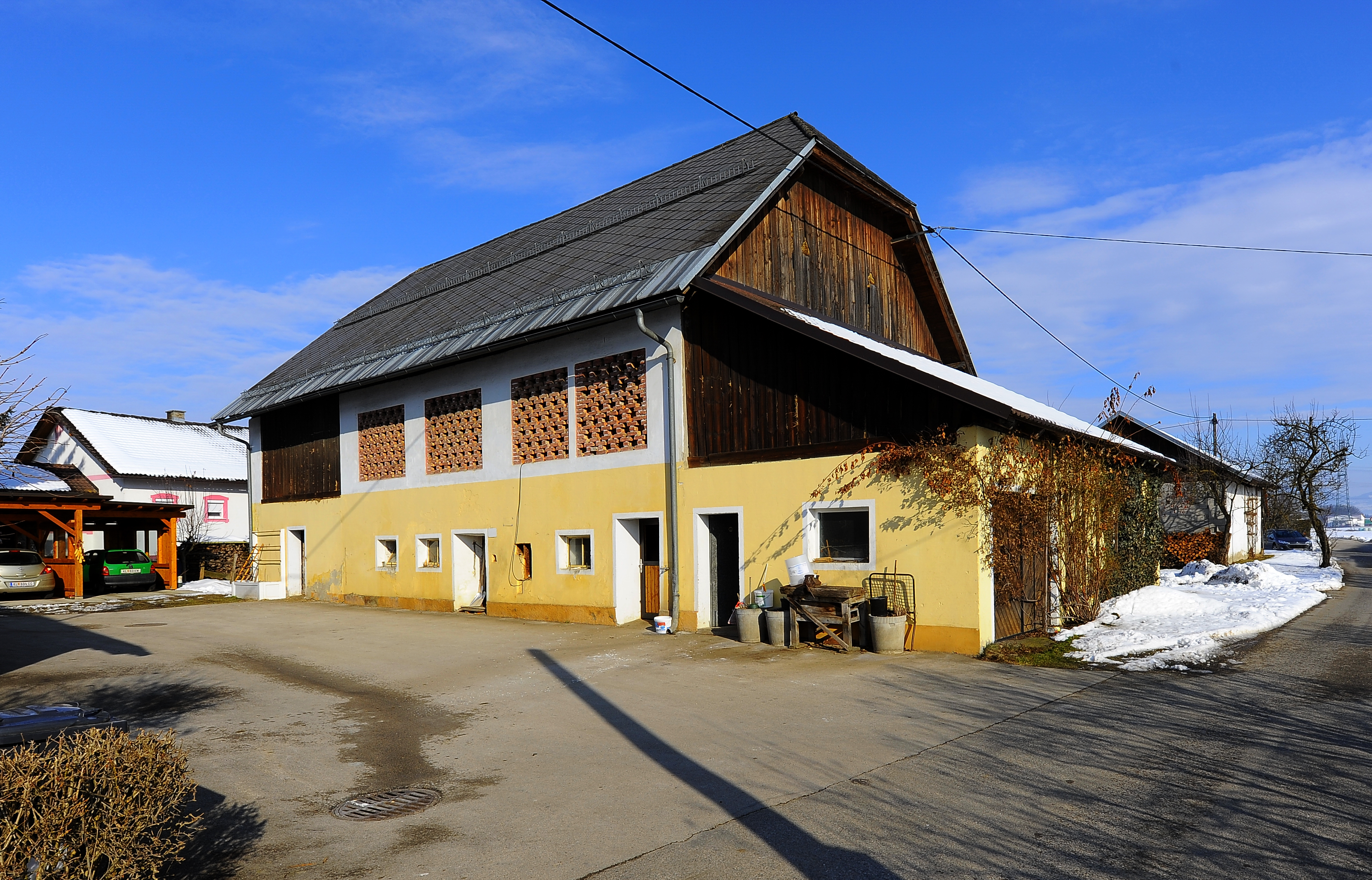
Stadel in Zetterei

## Politik

### Gemeinderat
| Der Gemeinderat von Ebenthal hat 27 Mitglieder (seit 1997, davor 23). \| Jahr \| SPÖ \| ÖVP \| FPÖ \| BZÖ \| GRÜNE \| NLR \| NEIN[A 1] \| WIR[A 2] \| DU[A 3] \| Link \| \| --------------------------------------------------------------------------------------------------------------------------------------------- \| --- \| --- \| --- \| --- \| ----- \| --- \| --------- \| -------- \| ------- \| ---- \| \| Gemeinderatswahl 1985 \| 15 \| 6 \| 2 \| - \| - \| - \| - \| - \| - \| [6] \| \| Gemeinderatswahl 1991 \| 15 \| 3 \| 4 \| - \| - \| 1 \| - \| - \| - \| [6] \| \| Gemeinderatswahl 1997 \| 16 \| 3 \| 8 \| - \| - \| - \| - \| - \| - \| [7] \| \| Gemeinderatswahl 2003 \| 18 \| 4 \| 5 \| - \| - \| - \| - \| - \| - \| [8] \| \| Gemeinderatswahl 2009 \| 13 \| 2 \| 1 \| 9 \| - \| - \| 2 \| - \| - \| [9] \| \| Gemeinderatswahl 2015 \| 17 \| - \| 4 \| - \| 1 \| - \| - \| 3 \| 2 \| [10] \| \| Gemeinderatswahl 2021 \| 20 \| 3 \| 3 \| - \| - \| - \| - \| - \| 1 \| [11] \| \| Anmerkungen: 1. ↑ NEIN ... Liste Nein – Die Grünen 2. ↑ WIR ... Wir Ebenthaler – Die Grünen 3. ↑ DU ... Die Unabhängigen (DU) – Johann Archer \| \| \| \| \| \| \| \| \| \| \| | Die zur Anzeige dieser Grafik verwendete Erweiterung wurde dauerhaft deaktiviert. Wir arbeiten aktuell daran, diese und weitere betroffene Grafiken auf ein neues Format umzustellen. (Mehr dazu) |     |     |     |       |     |      |     |    |        |
| Jahr | SPÖ | ÖVP | FPÖ | BZÖ | GRÜNE | NLR | NEIN | WIR | DU | Link   |
| Gemeinderatswahl 1985 | 15 | 6   | 2   | -   | -     | -   | -    | -   | -  | [ 6 ]  |
| Gemeinderatswahl 1991 | 15 | 3   | 4   | -   | -     | 1   | -    | -   | -  | [ 6 ]  |
| Gemeinderatswahl 1997 | 16 | 3   | 8   | -   | -     | -   | -    | -   | -  | [ 7 ]  |
| Gemeinderatswahl 2003 | 18 | 4   | 5   | -   | -     | -   | -    | -   | -  | [ 8 ]  |
| Gemeinderatswahl 2009 | 13 | 2   | 1   | 9   | -     | -   | 2    | -   | -  | [ 9 ]  |
| Gemeinderatswahl 2015 | 17 | -   | 4   | -   | 1     | -   | -    | 3   | 2  | [ 10 ] |
| Gemeinderatswahl 2021 | 20 | 3   | 3   | -   | -     | -   | -    | -   | 1  | [ 11 ] |
| Anmerkungen: 1. 2. 3. | |     |     |     |       |     |      |     |    |        |

Direkt gewählter Bürgermeister ist Christian Orasch (SPÖ).

### Bürgermeister
- 2000–2021 Franz Felsberger (SPÖ)[13]
- seit 2021 Ing. Christian Orasch (SPÖ)

### Wappen
Die Gemeinde führte schon 1945 einen Raben im Siegel und beschloss später die Übernahme des Wappens der Herren von Neuhaus zu Greifenfels, der Bauherren des Schlosses Ebenthal, die, nachdem sie in Diensten der Grafen von Heunburg und Cilli sowie des Gurker Bischofs gestanden hatten, in Kärnten landständisch wurden und 1636 in den Reichsfreiherrenstand aufstiegen. Das Geschlecht erlosch schließlich im 18. Jahrhundert in Bayern.
Das Stammwappen der Neuhaus ist seit 1456 belegt und wurde im 16. Jahrhundert um die Felder mit dem gekrönten Raben erweitert; diesbezüglich ist ein Zusammenhang mit dem Attribut des heiligen Oswald von Northumbria möglich. Wappen und Fahne wurden der Gemeinde am 7. Juni 1960 verliehen. Die Blasonierung des Wappens lautet:
Im ersten und vierten Feld des gevierten Schildes auf silbernem Grund einen nach rechts gewendeten schwarzen Raben, auf der Unterkante des Feldes aufstehend, die Flügel erhoben, den Kopf mit einer goldenen, dreizackigen Krone geziert und einen goldenen Ring im Schnabel; das zweite und dritte Feld sind durch eine silberne rechte Seitenspitze von Rot und Schwarz geteilt, wobei die Unterkante der Seitenspitze waagrecht verläuft.
Die Fahne ist Rot-Weiß-Schwarz mit eingearbeitetem Wappen.

## Persönlichkeiten

### Ehrenbürger der Gemeinde
- Johann Zeno Goëss (1890–1974), Land- und Forstwirt, Politiker

### Söhne und Töchter der Gemeinde
- Markus Pernhart (1824–1871), Maler, in Untermieger geboren
- Karl Truppe (1887–1959), akademischer Maler, in Werouzach geboren
- Ferdinand Wedenig (1896–1975), Landeshauptmann von Kärnten 1947–1965, in Gurnitz geboren
- Maria Tomasch (1899–1943), Spionin, Widerstandskämpferin und NS-Opfer
- Wilhelm Loisel (1914–2005), Maler

### Mit der Gemeinde verbundene Persönlichkeiten
- Karl Brandstätter (* 1946), Künstler
- Leopold Goëss (1916–2005), Land- und Forstwirt, Politiker
- Josef Guttenbrunner (1917–2000), Politiker (SPÖ)
- Peter Kohl (* 1971), Künstler
- Florian Pagitsch (1959–2023), Organist, Wohnsitz in Kossiach
- Kurt Schreibmayer (* 1953), Kammersänger (Tenor)
- Die Wurzeln der Familie des Bundeskanzlers Kurt Schuschnigg (1897–1977) liegen in Radsberg. Die Familie war ursprünglich slowenisch-kärntnerischer Abstammung (slowenische Schreibweise des Namens Schuschnigg: „Šušnik“)
- Daniel Zupanc (* 1969), Fotograf, lebt in Gradnitz